# EQAVET

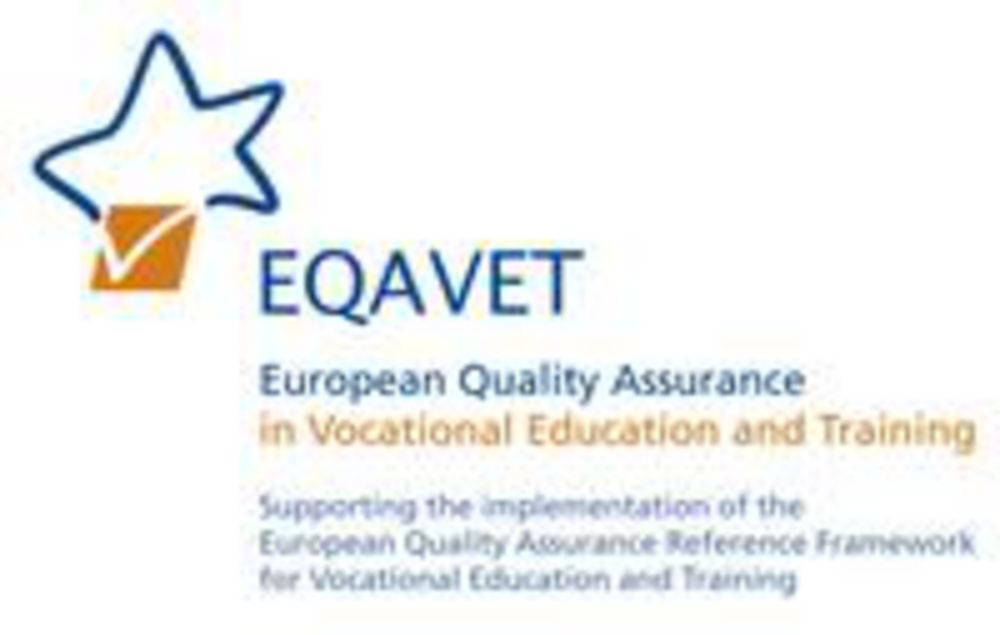

EQAVET ist eine 2010 gegründete europäische Dachorganisation mit dem Ziel, Qualität in der beruflichen Bildung zu sichern und zu entwickeln.

## Von ENQA-VET zu EQAVET
Im Zuge des Bologna-Prozesses (1999) entstand auch im Kontext der Qualitätssicherung der Gedanke, auf europäischer Ebene enger miteinander zusammenzuarbeiten. Dahinter stand die Absicht, Europa zum wissensbasierten und dynamischen Wirtschaftsraum auszubauen. Zunächst bezog sich dieses Vorhaben auf die Schaffung eines gemeinsamen Hochschulraumes. Kurz darauf entwickelte sich dann aber auch ein gemeinsamer Raum für die berufliche Bildung, nachdem man auf EU-Ebene einsah, dass Qualitätssicherung auch in der beruflichen Bildung wichtig und notwendig ist. Denn nur so ist die Freizügigkeit der Person innerhalb der Europäischen Union (vgl. Maastrichter Vertrag, 2004) zu gewährleisten. In der Kopenhagener Erklärung  legten die europäischen Bildungsminister erste Grundsätze fest. Am 15. und 16. März 2002 wurde in Barcelona das Arbeitsprogramm „Allgemeine und berufliche Bildung 2010“ beschlossen. Inhaltlich dreht es sich darum, bis 2010 zur weltweiten Qualitätsreferenz zu werden, die Qualität zu verbessern und gegenseitiges, länderübergreifendes Vertrauen zu schaffen, was Qualifikationen und Ausbildungen angeht. Im November 2002 wurden mit dem Beginn des Kopenhagen Prozesses diese Vorhaben konkretisiert. Die europäische Dimension in der Berufsbildung soll durch Transparenz, Anerkennung von Qualifikationen und Kooperation gestärkt werden.
In der Folge entstand im Oktober 2005 die erste gemeinsame Plattform, ENQA-VET (European Network for Quality Assurance in Vocational Education and Training), von der aus eine stärkere, europaweite Zusammenarbeit angestrebt wurde. Ziel war es, ein gemeinsames Qualitätsverständnis zu erarbeiten und Methoden zur Qualitätssicherung in der beruflichen Bildung auszutauschen. Um dies zu erreichen, sprach man die Empfehlung aus, nationale Referenzstellen einzurichten (QANRP – Quality Assurance National Reference Point).

Organigramm der DECVET-Pilotinitiative

Um eine Vergleichbarkeit zwischen Qualifikationen herstellen zu können, wurde am 28. März 2008 die Entwicklung eines europäischer Qualifikationsrahmen empfohlen (EQF – European Qualification Framework). Dieser versucht europaweite Qualifikationen auf einem achtstufigen Referenzniveau abzubilden und somit eine einheitliche und verständliche Bewertung durchzuführen.
Mit einem Leistungspunktsystem (ECVET – European Credit Transfer System for Vocational Education and Training), das im Mai 2009 beschlossen wurde, wird beabsichtigt, Qualifikationen europaweit anzuerkennen und anrechnen zu lassen. Bis 2012 befindet sich dieses Projekt noch in einer Testphase, was in zehn Pilotprojekten überprüft wird (vgl. Deutschland DECVET).
Ein weitergreifender Referenzrahmen zur europaweiten Qualitätsentwicklung und Qualitätssicherung ist durch EQARF (European Quality Reference Framework) gegeben. So wurde am 11. Mai 2009 mit diesem Referenzrahmen ein nächster Schritt unternommen, um Mobilität, Transparenz, Vertrauen und Anerkennung von Qualifikationen mehr in den Fokus der Berufsbildungspolitik zu rücken.
Da die Konzeption „Allgemeine und berufliche Bildung 2010“ nur bis zum Jahre 2010 geplant ist, wurde am 12. Mai 2009 ein neuer strategischer Rahmen entwickelt, der vier neue Ziele zentral macht. ET2020 (Education and Training 2020) setzt sich für die Förderung von Lebenslangem Lernen ein, der Verbesserung von Qualität und Effizienz, sowie der Förderung von Gerechtigkeit, sozialem Zusammenhalt und aktivem Bürgersinn. Zudem stehen Innovation und Kreativität im Mittelpunkt.

## EQAVET

### Entstehung
EQAVET (European Quality Assurance for Vocational Education and Training) löst ab Januar 2010 als neues europäisches Netzwerk für Qualitätssicherung in der beruflichen Bildung das Netzwerk ENQA-VET ab. Die Mitglieder bei EQAVET sind die 27 EU-Staaten, die EWR-Länder Island, Liechtenstein und Norwegen, sowie die beiden Beitrittskandidaten Kroatien und Türkei. Davon haben bis heute die meisten Länder eine nationale Referenzstelle zur Qualitätssicherung in der beruflichen Bildung eingerichtet. In Deutschland ist dies die Deutsche Referenzstelle für Qualitätssicherung in der beruflichen Bildung – DEQA-VET. Sie ist beim Bundesinstitut für Berufsbildung (BIBB) in Bonn angesiedelt.

### Ziele
Das Hauptziel von EQAVET ist es, ein gemeinsames, europaweites Qualitätsverständnis zu erarbeiten. Um dieses Ziel zu erreichen, soll eine gut funktionierende Verständigung über Qualitätssicherung in der beruflichen Bildung zwischen den Mitgliedsstaaten, den Sozialpartnern und der Europäischen Kommission entwickelt werden. EQAVET zielt ferner darauf ab, die Mobilität und Transparenz innerhalb der EU zu fördern. Dies soll durch das oben genannten Leistungspunktsystem ECVET und den Qualifikationsrahmen EQR geschehen. Ein weiteres Anliegen ist das Lebenslange Lernen, wozu die Bürger der EU befähigt werden sollen. Ferner hat EQAVET den Auftrag, den europäischen Referenzrahmen (früher EQARF) umzusetzen. Dazu unterstützt EQAVET die nationalen Referenzstellen bei der Erarbeitung von Konzeptionen zur Implementierung des europäischen Referenzrahmens.

### Aufgaben und Vorgehensweise
Die europäische Dachorganisation für Qualitätssicherung in der beruflichen Bildung verfolgt viele Strategien, um die oben genannten Ziele zu erreichen.
Dieser Prozess ist von den Grundprinzipien der Freiwilligkeit, der Teilhabe und der Subsidiarität geprägt.
Um eine funktionierende Kommunikation zu ermöglichen, werden jährliche Foren veranstaltet (bisher in Madrid, 2010 und Budapest 2011). Zwischen den jährlichen Foren gibt es Arbeitsgruppenphasen. Diese beschäftigen sich regelmäßig mit der Umsetzung des europäischen Referenzrahmens und der Qualitätssicherung. Arbeitsgruppe 1 (WG1) konzentriert sich darauf, Leitfäden und Methoden zu entwickeln, um den europäischen Referenzrahmen national zu implementieren und um die Qualitätssicherung auf nationaler Ebene zu verbessern. Arbeitsgruppe 2 (WG 2) beobachtet den Gebrauch der Indikatoren zur Qualitätssicherung und will eine Kultur der Selbstevaluation mit Hilfe der Indikatoren befördern.
Daneben werden Sektorseminare abgehalten, die sich mit der Qualitätssicherung in thematisch zusammengehörenden Ausbildungsberufen auseinandersetzen. Auch Online-Reporte und ein Newsletter sind über die aufgebaute Internetpräsenz von EQAVET oder die der Referenzstellen zu erreichen.
EQAVET beabsichtigt praxisrelevante Methoden zu erstellen, die dazu dienen, Qualität zu messen und zu sichern.
Dazu wurde ein englischsprachiges Tool entwickelt, das man kostenlos über die Homepage von EQAVET anwenden kann. Das Tool richtet sich an die Systemebene. Inhalt dieses Tools ist u. a. der Qualitätszirkel, der die vier Phasen im ständigen Prozess der Qualitätssicherung beschreibt: Planung, Umsetzung, Evaluierung, Überarbeitung. Den einzelnen Phasen werden die Indikatoren des EQAVET-Prozesses zugeordnet. Neben einem Glossar umfasst das Tool eine Sammlung zahlreicher europäischer Beispiele guter Praxis (Case Studies) der Qualitätssicherung beruflicher Aus- und Weiterbildung. Ein Tool, das für die Anbieterebene – Berufsschulen, kleinere und mittlere Betriebe – von Nutzen ist, befindet sich zurzeit in Planung.
Die zehn Referenzindikatoren nach dem europäischen Referenzrahmen:
1. Relevanz von Qualitätssystemen für Berufsbildungsanbieter
2. Investitionen in die Aus- und Weiterbildung von Lehrkräften und Ausbildern
3. Teilnahmequote bei Berufsbildungsgängen
4. Abschlussquote bei Berufsbildungsgängen
5. Vermittlungsquote für Absolventen von Berufsbildungsgängen
6. Nutzung der erworbenen Kenntnisse am Arbeitsplatz
7. Erwerbslosenquote
8. Prävalenz besonders schutzbedürftiger Gruppen
9. Mechanismen zur Ermittlung der Berufsbildungsbedürfnisse auf dem Arbeitsmarkt
10. Programme zur Verbesserung des Zugangs zur Berufsbildung

Außerdem bietet die Homepage von EQAVET sog. „Building-Blocks“ als Instrument zur eigenständigen Qualitätssicherung und -entwicklung. Die „Building-Blocks“ basieren auf zehn Leitlinien und richten sich sowohl an die System- wie an die Anbieterebene. Mittels dieser Leitlinien soll aufgezeigt werden, wie man Qualität in der beruflichen Bildung sichern und entwickeln kann, z. B. indem man die Frage der Zuständigkeiten klärt.